# ALIVE (米倉千尋の曲)
「ALIVE」（あらいぶ）は、米倉千尋の25thシングルである。初回盤は「巻き帯ステッカー（封神演義）」仕様＆10thアルバム『Fairwings』との連動特典用応募券を封入していた。

## 収録曲
1. ALIVE
  - 作詞：米倉千尋、作曲：鵜島仁文、編曲：岩本正樹
  - テレビアニメ「仙界伝 封神演義」DVD-BOX発売記念イメージソングで、結城比呂へ提供した楽曲のセルフカバーでもある。
  - 10thアルバム『Fairwings』にも収録されている。
2. 笑顔に花束を
  - 作詞・作曲：米倉千尋、編曲：見良津健雄
  - テレビアニメ「仙界伝 封神演義」DVD-BOX発売記念イメージソング。
  - 10thアルバム『Fairwings』には、アルバムミックスとして収録されている。
3. WILL（live version）
  - 作詞：米倉千尋・鵜島仁文、作曲：鵜島仁文、編曲：岩本正樹
  - 10thシングル「WILL」のライブバージョン。原曲はテレビアニメ「仙界伝 封神演義」のオープニング主題歌として使用された。
4. FRIENDS（live version）
  - 作詞・作曲：米倉千尋、編曲：見良津健雄
  - 10thシングル「WILL」のカップリングのライブバージョン。原曲はテレビアニメ「仙界伝 封神演義」のエンディング主題歌として使用された。
5. ALIVE（instrumental）
6. 笑顔に花束を（instrumental）